# 野澤屋
野澤屋（のざわや）は、神奈川県横浜市中区にあった日本の百貨店である。

## 歴史・概要

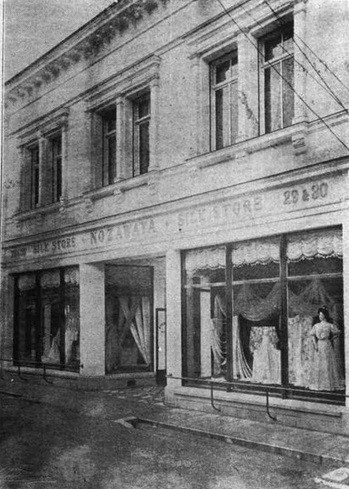
野澤屋絹商店。明治21年に呉服店内に絹布部を設けたところ外国人客にすこぶる売れ、明治36年に絹専門店として独立。

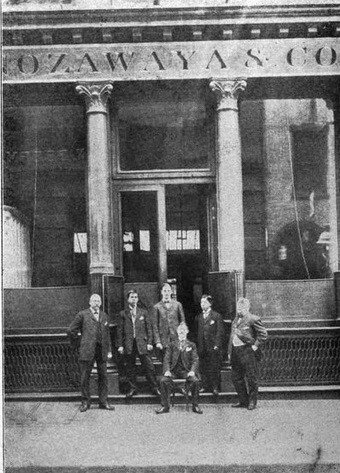
野澤屋輸出部ニューヨーク支店

### 野澤屋の創業
1858年（安政5年）の日米修好通商条約に基いて1859年（安政6年）に開港した横浜で、開港前後に武蔵国児玉郡（現在の埼玉県児玉郡）出身の野澤屋庄三郎が開いた生糸輸出などを行っていた野澤屋の暖簾を引継いで、1864年（元治元年）に初代茂木惣兵衛（もぎそうべい）が横浜の弁天通2丁目（現在の神奈川県横浜市中区）で野澤屋呉服店を創業したのが始まりである。
商号の「入九」は野澤屋庄三郎の墓にも刻まれていることから野澤屋庄三郎の野澤屋時代から使われていると考えられ、野澤屋庄三郎が武蔵国児玉郡の商人に野沢九平の娘の佐和と結婚していたことに由来すると考えられている。

### 多角化と百貨店の開業
茂木は、庄三郎の時代から引継いだ生糸輸出や、初代茂木惣兵衛の時代から手掛けていた小売業としての呉服店だけでなく、名古屋の瀧定の次男から婿養子になった二代目茂木保平の時代には茂木銀行(後の七十四銀行)による金融や不動産事業、初代茂木惣兵衛の故郷である群馬県高崎で茂木製糸場での生糸製造、羽二重の輸出と製造、洋服などの絹製品の製造･販売なども手掛けて多角化し、横浜を代表する財閥の一つに成長した。
1910年（明治43年）11月1日に横浜市の伊勢佐木町にショーウィンドーのある2階建ての支店を開き、従来の座売り形式を改めて陳列式とするなどデパートメントストアのスタイルを取り入れたのが百貨店としての始まりとされることが多い。しかし、洋服などの絹製品を扱う野澤屋絹物店との棲み分けの関係もあり、開業当初は呉服、太物類のみで洋品類などを扱っていなかったため、販売形式は百貨店化していたが、販売品目としては呉服店であった。
それでも、当時から意匠部を持ちいち早く流行を取り入れたり、お値打ちなプライベートブランド「野澤紬」を販売するなど優れた商品力を持ち、当時から三越や髙島屋などに匹敵する一流店との評価を得ることに成功していた。

### 茂木家の経営破綻と松坂屋の経営参加
野澤屋を引き継いだ三代目茂木惣兵衛は第1次世界大戦前後の好景気で高騰していた生糸相場を背景に鉱工業への進出を図ったが、大戦終結の反動恐慌から1920年（大正9年）3月に七十四銀行や中核企業の茂木合名会社が倒産。この時の事業整理に於いて横浜で絹の貿易を手掛けていた亀井信次郎の働き掛けで、名古屋で繊維卸売業・瀧定を経営していた瀧定助（三代目惣兵衛の伯父）を社長に迎え、更には松坂屋などの出資を仰いで1921年（大正10年）に株式会社野澤屋呉服店を設立、店舗を引継いだ。その際に品揃えも拡張して取り扱い品目の面でも百貨店として再スタートを切った。
1923年（大正12年）9月1日に 起きた関東大震災では、伊勢佐木町のメインストリートに面した旧館が崩壊するなど百貨店として再建されてから2年足らずで災害に見舞われたため、鉄筋コンクリート造の新館を中心に営業を再開しながら1928年（昭和3年）には建物を再建し、1927年（昭和2年）には社名から呉服店を外して株式会社野澤屋とした。

### 横浜を代表する百貨店へ
昭和初期には外国人デザイナーを招いて洋服のオーダーメイドを手掛けたり、流行の柄の生地のサンプル付きのダイレクトメール、オリジナルの化粧品、当時珍しかったカラー印刷の子供服カタログ、オリジナルのランドセル、横浜駅・桜木町駅と結ぶ東京の松坂屋銀座店で指導を受けた洋服の女性車掌たちが居る無料送迎バス、華やかな服装で街を回ったメッセンジャー・ボーイなど当時としては先端的なモダンな商品･サービスを提供し、1933年（昭和8年）には当時最大のライバルだった松屋の2倍以上の買い物客を集めるなど洋服を着たモボ・モガが闊歩した時代のモダニズムを象徴する横浜の代表的な百貨店に成長した。

### 戦中戦後の売場供出と接収
第2次世界大戦中の1942年（昭和17年）頃から売場の供出命令があって東京芝浦電気株式会社(現在の東芝)などに施設を提供したり、衣料品の販売中止命令などがあって他の百貨店と同様に事実上百貨店業務が行えなくなってしまった。
1945年（昭和20年）5月29日の空襲の際にも本館は焼失を免れたが、第2次世界大戦後は今度は占領軍となったアメリカ軍の為の施設(PX)として接収され、1953年（昭和28年）に2階以上が接収解除になったものの、1955年（昭和30年）に返還されるまでの2年間はメインの入り口となる1階が使えない売場構成で苦労しながら営業することになるなど第2次世界大戦の前後は思い通りに百貨店として展開できない状況が続いた。

### 横浜駅西口‐進出断念とライバルの登場
1952年（昭和27年）にスタンダード石油の油槽所跡地を買収して横浜駅西口の発展を目指した相模鉄道は、有力な百貨店の招致を目指して最初に横浜を代表する野澤屋に進出を依頼したが、戦後の接収の影響による資金不足を理由に出店を断った。
他の百貨店も進出に難色を示し、最終的に高島屋が百貨店そのものではなく高島屋ストアという形で1956年（昭和31年）4月2日に専門店街横浜駅名品街と共に開業したが、売上が好調だったため、すぐに百貨店化することになり、1959年（昭和34年）10月1日に横浜高島屋が開店することになった
。
この横浜高島屋は順調に売上を伸ばし、開業2年後の1961年（昭和36年）10月1日は早くも増床を行い、1965年（昭和40年）には売場面積では21,540m2と野澤屋の17,613m2の約1.2倍でありながら、売上高では139.0億円で野澤屋の52.5億円の2.6倍を超えて横浜における圧倒的な地域一番店となり、進出を断念したことによって圧倒的な競争相手を生み出す結果と成った。
また、1964年（昭和39年）にダイヤモンド地下街（後に相鉄ジョイナスに統合）、1973年（昭和48年）11月23日の三越横浜店、同年11月20日に相鉄ジョイナス、1985年（昭和60年）9月には東口に日本一の売り場面積を持つそごうが開店するなど高島屋以外にも横浜駅周辺に百貨店などの商業施設の集積が進み、野澤屋のある伊勢佐木町は集客力を奪われていくことになった。

### 上場から「横浜松坂屋」への改称〜百貨店の閉店まで
1960年（昭和35年）に東京証券取引所に上場し、1961年（昭和36年）には1部上場となって資金調達を行い、1963年（昭和38年）の増床などの設備投資を行ったが、横浜高島屋などとの競合で業績が伸び悩んで株価が有名百貨店としては低迷し、1971年（昭和46年）頃から白木屋の買収に失敗した横井英樹が株式の買占めを始めた。
この買占めに対抗するため、株式会社野澤屋呉服店の設立時からの大株主で1968年（昭和43年）から共同配送を行っていた松坂屋にホワイトナイトとして防戦買いを依頼したため、松坂屋が筆頭株主となってその傘下に入り、1974年（昭和49年）に店名をノザワ松坂屋と変更すると共に、伝統の「入り九」マークは外して、松坂屋の「いとう丸」マークに代えた。
この間、1970年（昭和45年）9月9日には店内で火災が発生。従業員1人が死亡した。
1977年（昭和52年）には伊勢佐木町における最大のライバルだった松屋が横浜店を閉鎖して撤退したため、その土地建物を買収して西館として増床して既存の本館との間に連絡橋を架設、その際に横浜松坂屋とし、伝統ある野澤の屋号も百貨店からは消えることとなった。
こうした増床などで横浜高島屋など横浜駅周辺の競合店に対抗し続け、1991年（平成3年）2月期にピークとなる売上高約300億円を上げたが、同期を含め、1984年（昭和59年）2月期から25年連続で営業赤字が続いた。

1995年（平成7年）に西館の売場を閉鎖してJRAエクセル伊勢佐木（場外勝馬投票券発売所）に賃貸して赤字のカバーを図ろうとしたが、地元の反対などで2000年（平成12年）まで実現が遅れた。

2005年（平成17年）2月期には売上高が100億円を下回り、2008年（平成20年）2月期には売上高約87億円で、高島屋横浜店（売場面積55,747m2）の1,613.13億円の18分の1以下、そごう横浜店（売場面積74,846m2）の1,116.54億円の12分の1以下と落ち込みに歯止めが掛からなかった。

2003年（平成15年）2月の松坂屋の完全子会社化などのてこ入れをしたものの、累積赤字が2008年（平成20年）2月期に約22億円となり、店舗の老朽化に伴う耐震補強などで必要な約50-60億円の追加投資の回収や累積赤字解消の目処が立たないとして2008年（平成20年）10月26日で百貨店の営業を終了し、閉店した。
また、閉店前の同年9月1日に元子会社で横浜松坂屋ストアを経営していた野澤商事株式会社が大丸ピーコック、松坂屋ストア、横浜松坂屋ストアと合併してピーコックストアになって野澤の名称が消滅し、2009年（平成21年）1月1日付で株式会社横浜松坂屋が松坂屋本体に吸収合併され、株式会社野澤屋呉服店の設立から続いて来た法人格も消滅した。

### ゆずや横浜大洋ホエールズ・横浜ベイスターズとの繋がり
地元の球団としてプロ野球・横浜大洋ホエールズ・横浜ベイスターズを長年応援し、1998年（平成10年）の日本シリーズ優勝時には大型のクジラの模型が飾られた。また、店頭では異例ともいえる「神奈川新聞」優勝号外の再発行・再配布が行われた。
また、フォークソングデュオの「ゆず」が無名時代、長年店頭で路上ライブを行っていて、2003年（平成15年）の第54回NHK紅白歌合戦に出場した時は、横浜松坂屋本館前より生中継を行うなど縁の地で、閉店発表後は正面玄関のゆずのサイン入りパネルは行列ができた。

### 横浜市認定歴史的建造物
1921年（大正10年）に建設された本館の建物は当時世界的に流行したアールデコと呼ばれる幾何学模様のデコラティヴなテラコッタ装飾が施された外観を持つ鈴木禎次が晩年に設計した名建築で、エスカレーターの装飾やエレベーターのアナログ時計式階数表示機、食堂の窓などが昔のまま残され、横浜に唯一現存した戦前に建設されたデパート建築で、「日本近代建築総覧」に記載されて近代建築としての歴史的・文化的遺産としての価値が評価されており、2004年（平成16年）には横浜市の「歴史を生かしたまちづくり要綱」に基づく横浜市認定歴史的建造物にも認定されていた。
同年行われた外観改修工事では、規定によりその費用5,844万円のうち4分の3の4,383万円が横浜市からの助成金として支給されていた。
そのため閉店が決まった際には、横浜市は同建物の外観を保存し跡地を再開発するように申し入れ、日本建築学会なども解体･撤去の方針を見直して保存するよう求め、市民団体等が8月9日にシンポジウム「どうなる松坂屋どうする伊勢佐木」開催するなどして解体反対の動きがあった。
既存の施設のままの営業継続では老朽化に伴う耐震補強などで約50-60億円が必要になることから、J.フロントリテイリングは建替えの方針であったが、当初はマンションなどを含む高層複合ビルで下層部に既存の外観を残して歴史的建造物の認定も継続させる方向を模索していた。
しかし、閉店時期が結果的にリーマン・ショックと重なり、個人消費が大きく落ち込んで業績が悪化したことなどもあって、構想を断念。低層の商業施設としての再建を行うことになり、投資額が大きくなる外観の保存が困難だとして、外観改修工事の際に受取った助成金全額を返還して歴史的建造物の認定解除をするよう2009年（平成21年）10月13日に正式に横浜市に申し入れた。
そして、地元伊勢佐木町の活性化を考慮した横浜市が2010年（平成22年）3月15日付で1988年（昭和63年）の歴史的建造物の制度開始以来初の認定解除を行い、外観などの記録保存を行った後に完全に解体されることになった。

### 閉店の影響
2002年（平成14年）の神奈川県の「商業統計調査」で伊勢佐木町一－七丁目の年間売り上げ約334億円のうち約40%の約130億円を占めていて、休業日に周辺店舗の売上が約10-20%ダウンするほどの影響力を持っていたためその影響が懸念され、2009年（平成21年）には実際に売上高が15-20％減っているとして地元の大手書店の有隣堂が本店の文具館を8月18日に閉鎖して本館に商品を集約して1館体制に縮小するなど伊勢佐木町の商店街は大きな打撃を受けた。

### 店舗跡の利用
閉店翌年に行われた横浜開港150周年を記念した開国博Y150期間中の2009年（平成21年）6月2日から9月27日には、1階玄関付近の一部が観光案内所として一時的に使用された。
解体された本館跡地には、新たな商業施設カトレヤプラザ伊勢佐木が建設され、横浜名物「シウマイ弁当」で知られる「崎陽軒」「ありあけハーバーズムーン」「勝烈庵」など23店舗が入り、横浜松坂屋と同じアールデコ調の外観を復元し、2012年（平成24年）2月8日開業した。
西館は本館の百貨店営業終了後も従来の建物でJRAエクセル伊勢佐木（場外勝馬投票券発売所）の営業を継続している。

### シンボルフラワー
戦後、野澤屋のシンボルフラワーにはチューリップが用いられ、包装紙等にもチューリップをモチーフにした意匠が用いられたが、松坂屋になってからは松坂屋本体と同じカトレヤとなった。

## フロアガイド
- 8階（伊勢佐木稲荷）
- 7階（お好み食堂・お得意様サロン）屋上（緑の広場）
- 6階（女性のためのフロア）
- 5階（趣味と生活のためのフロア・催事場）歯科診療所
- 4階（紳士服・紳士用品・呉服・寝具・家庭用品）簡易郵便局
- 3階（プレタポルテ・宝飾品・時計）
- 2階（婦人カジュアル・婦人洋品・ベビーウエア）
- 1階（婦人靴・化粧品・味の名店街）
- B1階（新鮮イセザキ市場）

## 備考
- トイレは2階から7階に設置されている（3階は女性専用のみ。6階に身障者用がある）。
- 本館と西館を結ぶ連絡橋は西館閉鎖後も残されていたが、後年撤去された。
- 客用エレベーターは4基有るものの1基は休止。残り3基のうち2基が地階から7階まで運行していた（8階屋上にはエレベーターは無く、機器室となっている）。